# 3744 Horn-d'Arturo
3744 Horn-d'Arturo è un asteroide della fascia principale del diametro medio di circa 15,75 km. Scoperto nel 1983, presenta un'orbita caratterizzata da un semiasse maggiore pari a 2,6305791 au e da un'eccentricità di 0,2750409, inclinata di 3,74873° rispetto all'eclittica.
L'asteroide è dedicato all'astronomo italiano Guido Horn D'Arturo.